# تيتسويا كيجيما
تيتسويا كيجيما (باليابانية: 木島 徹也) (20 أغسطس 1983 في تشيبا في اليابان – )؛ هو لاعب كرة قدم ياباني سابق كان يلعب كمهاجم.

## وصلات خارجية
- تيتسويا كيجيما على موقع رابطة كرة القدم اليابانية للمحترفين (اليابانية)
- تيتسويا كيجيما على موقع قاعدة بيانات كرة القدم.إي يو (الإنجليزية)
- تيتسويا كيجيما على موقع Soccerway.com (الإنجليزية)
- تيتسويا كيجيما على موقع عالم كرة القدم.نت (الإنجليزية)